# Список умерших в 594 году

## Ноябрь
- 17 ноября — Григорий Турский (56), епископ Турский (573—594), франкский историк, святой.

## Дата смерти неизвестна или требует уточнения
- Винитаручи, буддийский миссионер во Вьетнаме, выходец из Южной Индии.
- Евагрий Схоластик, антиохийский юрист, автор «Церковной истории», охватывающей время с 431 по 594 год.
- Маровей, епископ Пуатье.
- Танги из Локмаже, монах из Локмаже, святой Католической церкви.
- Эберегизел, епископ Кёльна и, возможно, епископ Маастрихта.